# Galgóczi Erzsébet
Nem volt élettársa, magánélet 

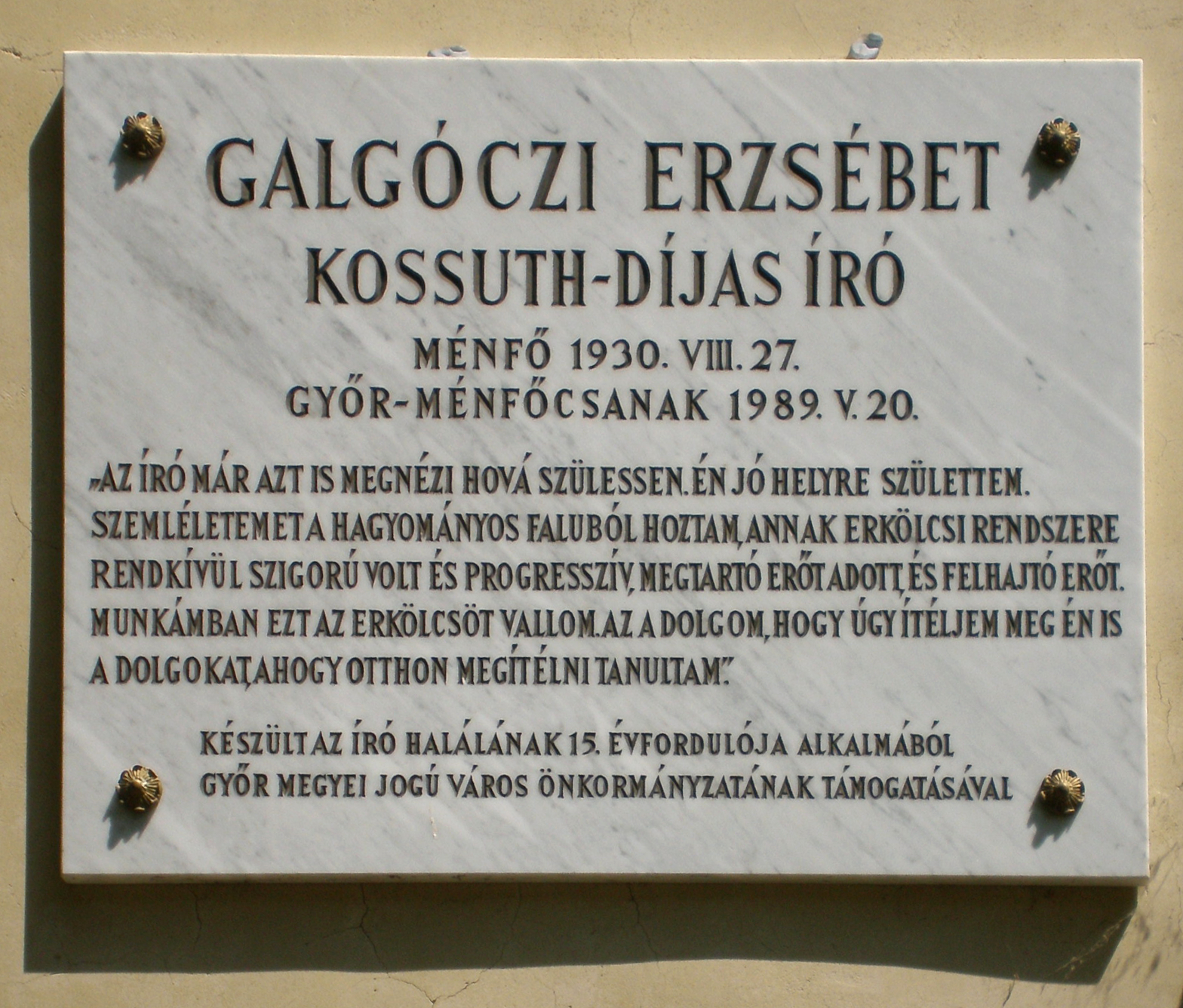
Emléktáblája Győrben

Galgóczi Erzsébet (Ménfő, 1930. augusztus 27. – Győr/Ménfőcsanak, 1989. május 20.) Kossuth-díjas magyar író, forgatókönyvíró, országgyűlési képviselő (1980–1985).

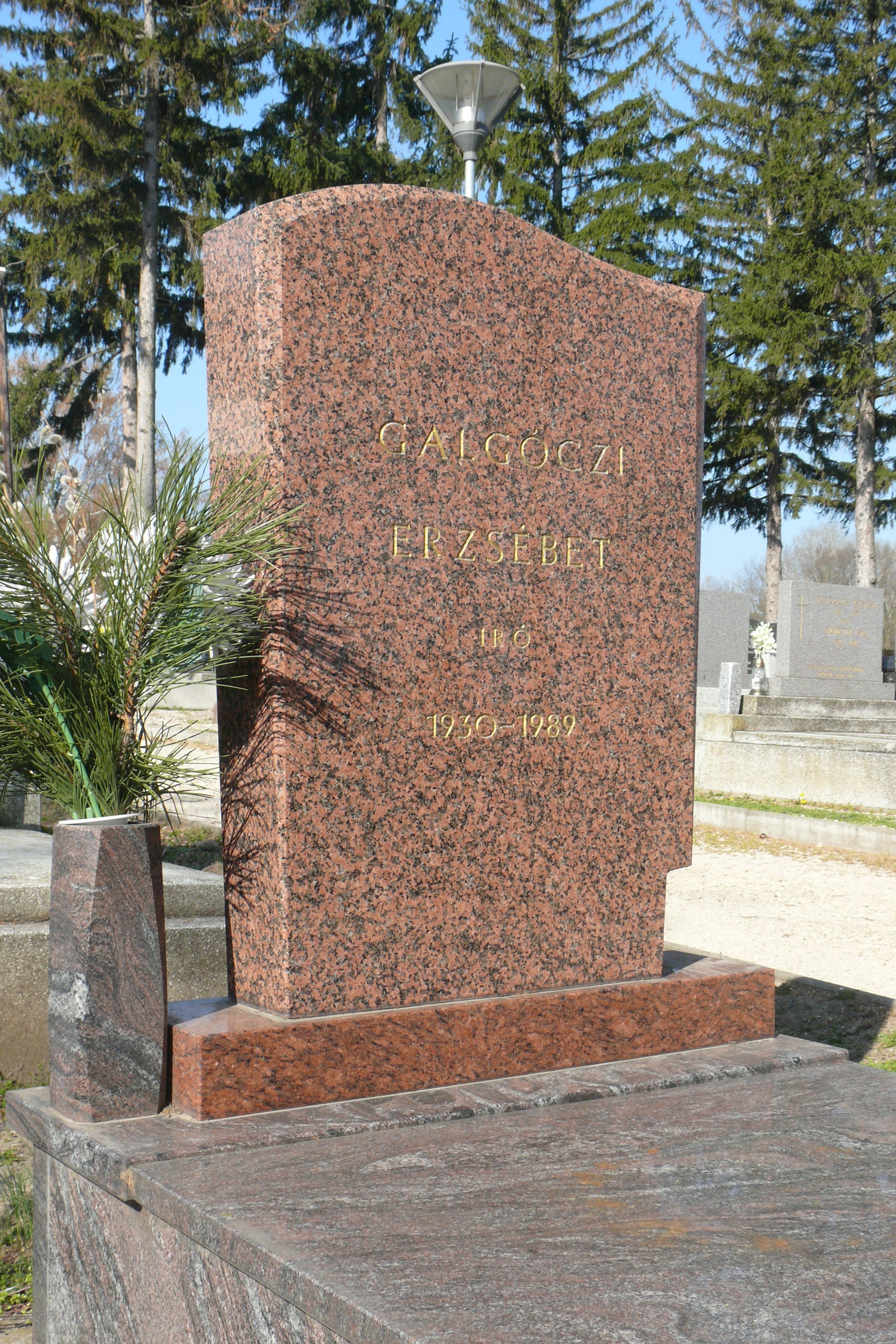
Sírja a győri Koroncói úti temetőben

## Élete
Nyolcgyermekes paraszti család hetedik gyermekeként Ménfőn született, apja /Galgóczi/ József, édesanyja Kelemen Katalin volt. Az általános iskolát szülőfalujában, középiskoláit 1941–1945 között Győrben végezte. 1945–1949 között népi kollégistaként a győri tanítóképzőbe járt. 1949-ben érettségizett. A budapesti Színművészeti Főiskolán szeretett volna továbbtanulni, de szülei ezt nem engedték. Még ebben az évben beiratkozott az Eötvös Loránd Tudományegyetem Bölcsészettudományi Karára, azonban néhány hét múlva abbahagyta tanulmányait és a Győri Vagon- és Gépgyárban helyezkedett el átképzős esztergályosként. 1950–1955 között a budapesti Színművészeti Főiskola hallgatója volt dramaturg szakon.   1980. június 8-án országgyűlési képviselővé választották Győr-Sopron megye 4. sz. választókerületében, mandátumát 1985-ig töltötte be. 1989. május 20-án szívinfarktusban váratlanul meghalt Ménfőcsanakon, a szülői házban.
Sírja a győri Koroncói úti temetőben található (I-e-23/24).

## Irodalmi munkássága
Sok műfajban alkotott, regényei, elbeszélései mellett színműveket, hangjátékokat illetve szociográfiai műveket, riportokat is írt. Műveinek megjelenését az ötvenes és hatvanas években folyamatosan akadályozta a politikai hatalom, mert felismerte azok leleplező erejét, igazságát. A 70-es és 80-as évek folyamán viszont sikeres és népszerű írónővé vált. Legnagyobb sikerét Vidravas (1984) c. regényével aratta. A leszbikusságot Törvényen kívül és belül című 1980-ban megjelent kisregényében tematizálta. Az írásból Makk Károly rendezésében 1982-ben Egymásra nézve címmel film készült.

## Alapproblémája
Rendkívüli tehetségként és a szocializmus-modernizáció elkötelezett híveként az emberi életet megnyomorító paraszti munkakényszerrel szemben egy humánus parasztpolitikát és általában politikát képviselve szembekerült a mezőgazdaság kollektivizálásának negatív társadalmi hatásaival. Műveinek mindegyike az emberibb élet és a politikai hatalom, illetve az emberi kisszerűség hármasságát igyekszik megérteni és leírni. A magyar irodalomban páratlan hitelességgel tudósít a paraszttársadalom modernizálódásának konfliktusairól.

## Főbb művei
- Egy kosár hazai (elbeszélések, 1953)
- Félúton (kisregény, 1962)
- Ott is csak hó van (novellák, 1961)
- Öt lépcső felfele (elbeszélések, 1965)
- Kegyetlen sugarak (riportok, 1966)
- Fiú a kastélyból (elbeszélések, TV-játék, 1968)
- Nádtetős szocializmus (riportok, 1970)
- Kinek a törvénye? (novellák, 1971)
- Pókháló (regény, 1972)
- A főügyész felesége (szinművek, 1974)
- Bizonyíték nincs (elbeszélések, 1975)
- A közös bűn (regény, 1976)
- A vesztes nem te vagy (novellák, 1976, 1978)
- Közel a kés (elbeszélések, 1978)
- Úszó jégtábla (hangjátékok, 1978)
- Törvényen kivül és belül (kisregények, 1980)
- Cogito (elbeszélések, 1979)
- Ez a hét még nehéz lesz (kisregények, 1981)
- Vidravas (regény, 1984)[5]
- Idegen a faluban (kisregények, novellák, 1984)
- A Törvény szövedéke (riportok, 1988)
- Kettősünnep (novellák, 1989)
- Fogódzó nélkül (novellák, 1994)
- Mama öltözik. Válogatott elbeszélések; vál., utószó Domokos Mátyás; Osiris, Bp., 1999 (Millenniumi könyvtár)
- Megszállt országban; Tarsoly, Bp., 2005

## Színművek, filmek, tévé- és hangjátékok

### Színművek
- A főügyész felesége (Tragédia, Kecskemét, 1970)
- Kinek a törvénye? (Színmű, Győr, 1976)
- Vidravas. (Színmű, Budapest, 1989)

### Filmek
- Félúton (1962)
- Pókháló (1974)
- Tizenegy több, mint három (1976)
- A közös bűn (1978)
- Kinek a törvénye? (1979)
- Egymásra nézve (1982)

### TV-játékok
- Aknamező (1968)
- Régen volt háború (1969)
- Bizonyíték nincs (1973)
- Férfiak, akiket nem szeretnek
- A sírásó (1977)
- Úszó jégtáblák (1979)
- Használt koporsó (1979)
- Hínár (1981)
- Bolondnagysága (1982)
- Szent Kristóf kápolnája (1984)
- Magyar karrier (1988)
- Fiú a kastélyból

### Hangjátékok
- Inkább fájjon (1969)
- A menedék (1971)
- Hálóban (1974)
- Használt koporsó (1975)
- Nyári gyakorlat (1975)
- Közös bűn (1977)
- Úszó jégtábla (1977)
- Vesztesek (1977)[6]
- Viszek a börtönbe leveskét… (1979)
- Közel a kés (1980)
- A kápolna titka (1983)

## Külső hivatkozások
- https://web.archive.org/web/20060112001244/http://www.vendegvaro.hu/33-383
- http://szoda.web-oldal.hu/muvek/BorbelyL-Galgoczi.htm
- https://web.archive.org/web/20090617234541/http://www.bezeredj-kastely.hu/index.php?option=com_content&task=view&id=13&Itemid=29
- https://web.archive.org/web/20111006153751/http://www.menfocsanak.hu/hires_emberek.htm
- Galgóczi Erzsébet a PORT.hu-n (magyarul)
- Galgóczi Erzsébet az Internet Movie Database oldalon (angolul)
- A magyar irodalom története. IX. kötet. Galgóczy Erzsébet (1930–1989). arcanum.hu. (Hozzáférés: 2020. november 12.)
- Both Gabriella - Minden tabut megdöntött a kommunizmus idején a leszbikus Galgóczi Erzsébet (wmn.hu, 2024.08.27.)